# Resolutie 1349 Veiligheidsraad Verenigde Naties
Resolutie 1349 van de Veiligheidsraad van de Verenigde Naties werd op 27 april 2001 unaniem aangenomen door de VN-Veiligheidsraad.

## Achtergrond
Begin jaren 1970 ontstond een conflict tussen Spanje, Marokko, Mauritanië en de Westelijke
Sahara zelf over de Westelijke Sahara dat tot dan in Spaanse handen was. Marokko legitimeerde de aanspraak die het maakte op
basis van historische banden met het gebied. Nadat Spanje het gebied opgaf bezette Marokko er twee derde van. Het
land is nog steeds in conflict met Polisario dat met steun van Algerije de onafhankelijkheid
blijft nastreven.
Begin jaren 1990 kwam er een plan op tafel om de bevolking van de Westelijke Sahara
via een volksraadpleging zelf te laten beslissen over de toekomst van het land. Het was de taak van de VN-missie
MINURSO om dat referendum
op poten te zetten. Het plan strandde later echter door aanhoudende onenigheid tussen de beide partijen, waardoor
ook de missie nog steeds ter plaatse is.

## Inhoud
De Veiligheidsraad:
- Bevestigt al zijn vorige resoluties over de Westelijke Sahara; in het bijzonder de resoluties 1108, 1292, 1301, 1309, 1324, 1342 en ook 1308.
- Herinnert aan het Verdrag inzake Veiligheid van VN- en Aanverwant Personeel.
- Verwelkomt het rapport van de Secretaris-Generaal met waarnemingen en aanbevelingen.
- Blijft MINURSO steunen om het VN-plan uit te voeren en een volksraadpleging over zelfbeschikking te houden.
- Bemerkt dat de fundamentele onenigheden tussen de partijen over de interpretatie van belangrijke provisies van het VN-plan onopgelost blijven.

1. Besluit om MINURSO's mandaat te verlengen tot 30 juni 2001 in de verwachting dat de partijen zullen blijven proberen om de problemen op te lossen.
2. Vraagt de secretaris-generaal de situatie vóór het einde van dit mandaat te beoordelen.
3. Besluit om op de hoogte te blijven.

## Verwante resoluties
- Resolutie 1324 Veiligheidsraad Verenigde Naties (2000)
- Resolutie 1342 Veiligheidsraad Verenigde Naties
- Resolutie 1359 Veiligheidsraad Verenigde Naties
- Resolutie 1380 Veiligheidsraad Verenigde Naties

Lijst ·  1335 ·  1336 ·  1337 ·  1338 ·  1339 ·  1340 ·  1341 ·  1342 ·  1343 ·  1344 ·  1345 ·  1346 ·  1347 ·  1348 ·  1349 ·  1350 ·  1351 ·  1352 ·  1353 ·  1354 ·  1355 ·  1356 ·  1357 ·  1358 ·  1359 ·  1360 ·  1361 ·  1362 ·  1363 ·  1364 ·  1365 ·  1366 ·  1367 ·  1368 ·  1369 ·  1370 ·  1371 ·  1372 ·  1373 ·  1374 ·  1375 ·  1376 ·  1377 ·  1378 ·  1379 ·  1380 ·  1381 ·  1382 ·  1383 ·  1384 ·  1385 ·  1386